# Copa do Mundo de Futebol Feminino de 1995
A Copa do Mundo de Futebol Feminino de 1995. Foi a segunda edição da competição para mulheres. Foi realizada de 5 de junho a 18 de junho na Suécia. Participaram doze seleções. Foram disputadas vinte e seis partidas durante a competição.

## Histórico
A Bulgária foi originalmente escolhida para realizar o campeonato mundial de 1995, mas teve que renunciar aos direitos e a FIFA acabou optando pela realização do torneio na Suécia. Cerca de 112.000 ingressos foram vendidos durante todo o torneio.
Como um experimento de regras da FIFA, cada time recebeu uma parada técnica de dois minutos para cada tempo.
A Noruega ganhou o título de 1995, sendo que um entre quatro noruegueses assistiram o jogo pela televisão. O avião que levou a equipe da Noruega foi escoltado de volta a Oslo por dois F-16 a caminho de uma celebração da vitória.

## Estádios

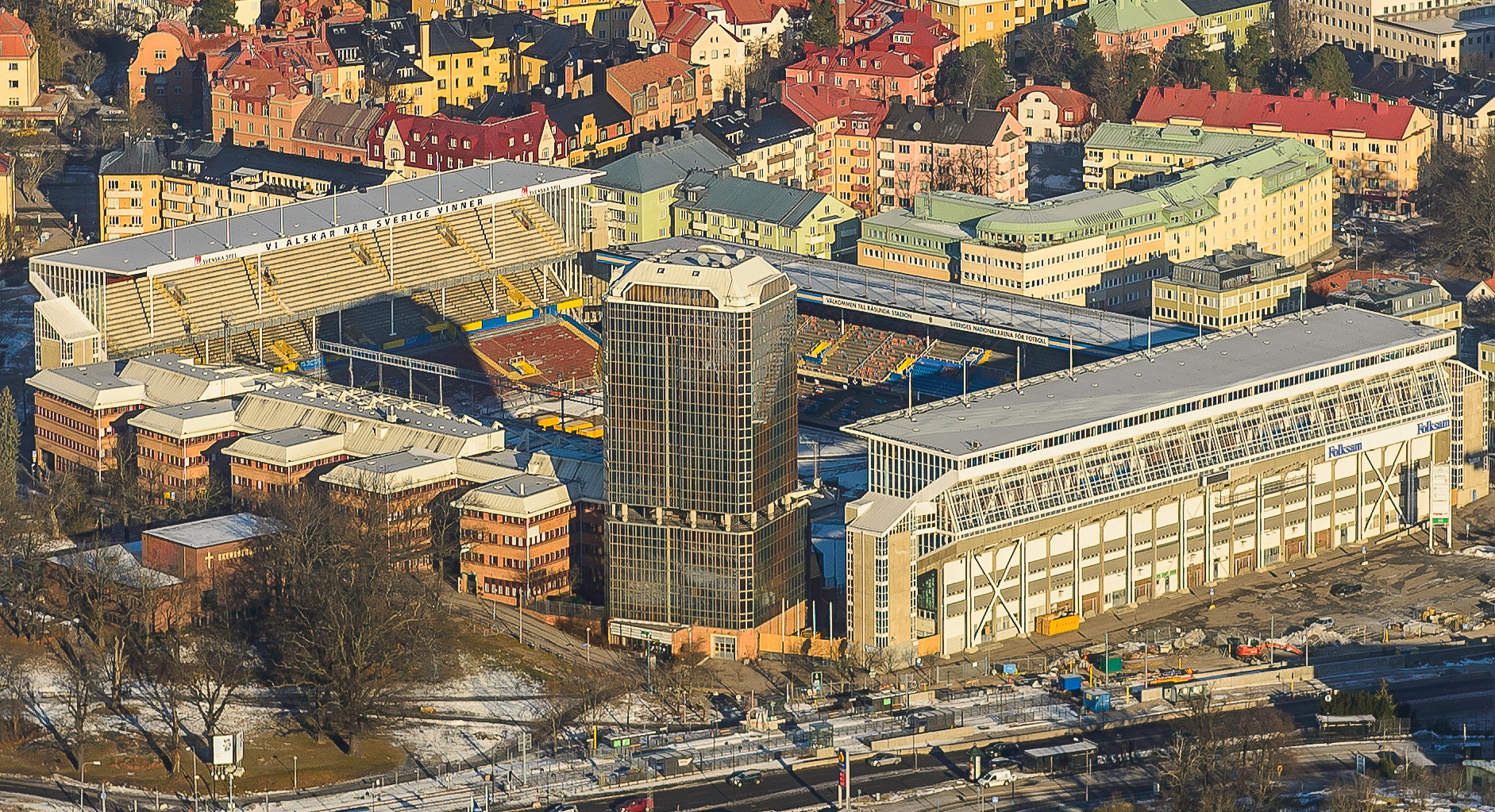
Estádio Råsunda

- Strömvallen, Gävle Capacidade: 7.300 lugares
- Olympia, Helsingborg Capacidade: 17.200
- Tingvalla IP, Karlstad Capacidade: 5,000
- Arosvallen, Västerås Capacidade: 10.000
- Råsunda, Solna Capacidade: 36.800

## Equipes

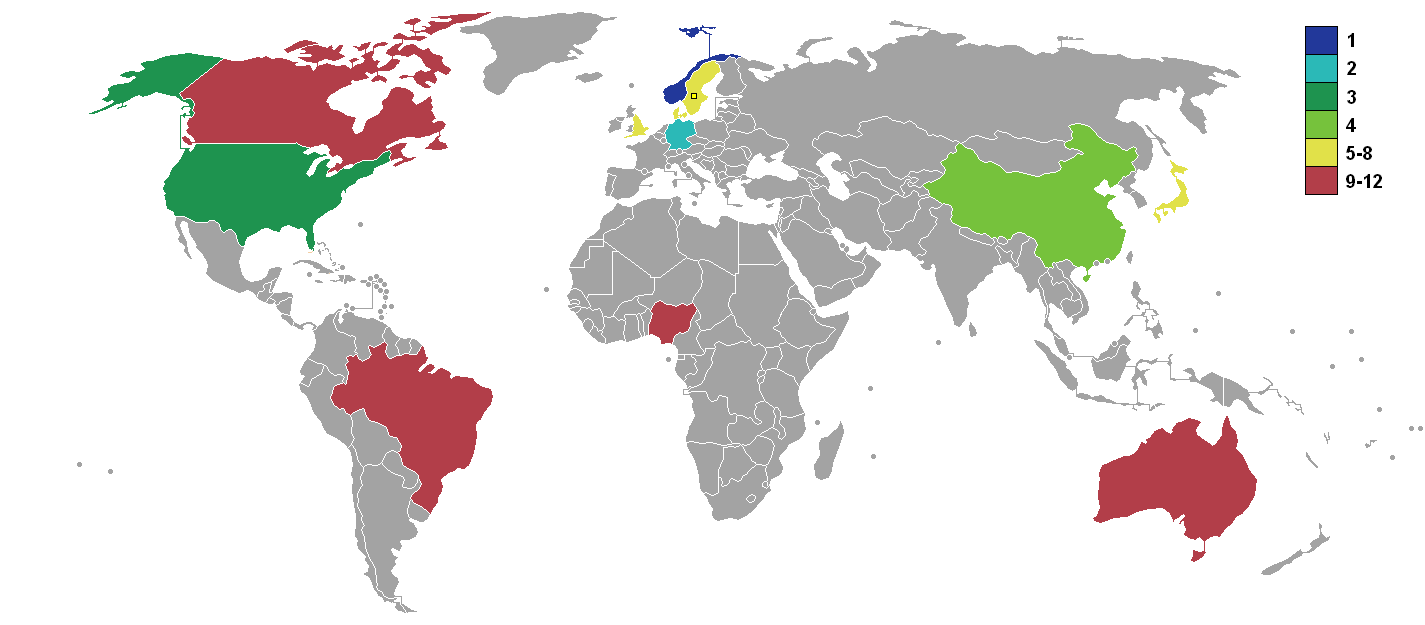
Países participantes da Copa do Mundo de Futebol Feminino de 1995

Como na edição anterior da Copa do Mundo Feminina da FIFA, realizada em 1991, 12 equipes participaram do torneio final. As equipes foram: